# János Körner
János Körner (* 1946) ist ein ungarischer Mathematiker, der sich mit Informationstheorie und Kombinatorik befasst.
Körner studierte Mathematik an der Loránd-Eötvös-Universität in Budapest mit dem Abschluss 1970 und war danach bis 1992 am Alfred Renyi Institut der Ungarischen Akademie der Wissenschaften. 1981 bis 1983 war er an den Bell Laboratories und 1987/77 an der Télécom ParisTech (ENST) in Paris. Er ist seit 1993 Professor an der Universität Rom (La Sapienza).
Er arbeitete mit Rudolf Ahlswede, mit dem er zusammen mit Peter Gács das Blowing Up Lemma bewies, und mit Katalin Marton und Imre Csiszár zusammen. Neben Informationstheorie befasst er sich auch zum Beispiel mit extremaler Graphentheorie.
2014 erhielt er den Claude E. Shannon Award. Er ist Mitherausgeber der IEEE Transactions on Information Theory. Er ist seit 2010 auswärtiges Mitglied der Ungarischen Akademie der Wissenschaften.

## Schriften
- mit Imre Csiszar: Information Theory: Coding Theorems for Discrete Memoryless Systems, Academic Press 1981, 2. Auflage Cambridge University Press 2011